# 局所環付き空間
数学における局所環付き空間（きょくしょかんつきくうかん、英: locally ringed space）とは、位相構造や正則構造といった数学的構造を反映する「関数のなす可換環」の層（考えている空間の構造層と呼ばれる）を付与された位相空間のことである。関数 f が点 x で消えていないとき、x のごく近くでは逆数関数 1/f(x) を考えられることが公理化される。

## 定義
位相空間 X とその上の環の層 O の対 (X, O) は環付き空間（かんつきくうかん）と呼ばれ、このとき層 O はその構造層と呼ばれる。 X 上の環の層 O で、X の各点 x における O の茎 Ox が局所環になっているようなものは X 上の局所環の層と呼ばれ、O が局所環の層であるような環付き空間 (X, O) は局所環付き空間と呼ばれる。ここで、局所環の層とは開集合のなす圏から「局所環の圏」への反変関手とは限らないことに注意する必要がある。
二つの局所環付き空間 (X, OX) と (Y, OY) に対し、連続写像 f: X → Y と層の射 φ: OY → f∗OX の対 (f, φ) で、X の任意の点 x について誘導される準同形 OY, f(x) → OX, x が極大イデアルを極大イデアルの中にうつすようなものは (X, OX) から (Y, OY) への射と呼ばれる。

## 構成
X を位相空間とする。X の開集合 U に対して U 上の複素数値連続関数環 C(U) を与える対応は X 上の局所環の層（連続関数の層）になる。同様に X が可微分多様体や複素多様体のときはなめらかな関数の層や正則関数の層が局所環の層になる。これらの空間の間の連続写像や滑らかな写像、正則写像などは対応する局所環付き空間の間の射を自然に導く。
代数学において、可換環に対し自然に構成される局所環付き空間であるアフィンスキームや、それらの張り合わせとして定義される概型（スキーム）は可換環論と幾何学との間の諸概念の対応を与えている。